# Sandrine Caillis
Sandrine Caillis, née le 23 février 1973 à Paris, est une autrice française de littérature jeunesse et young adult.

## Biographie
Sandrine Caillis est  conseillère pédagogique en arts plastiques en parallèle de son activité d'écrivaine.[réf. nécessaire]

## Œuvre
Son premier roman, Les ombres que nous sommes, paru en 2020, aborde les questions d'identité de genre, de construction et d'exploration de soi qui traversent l'adolescence. Le personnage principal est bisexuel. L'ouvrage est le premier lauréat du prix Axl Cendres.
Son deuxième roman, Anse rouge, parle de mépris de classe, de relation d'emprise et de violences sexuelles à travers le parcours d'une jeune femme qui cherche à se reconstruire à son retour sur l'île de Noirmoutier.
Nos incendies, le troisième roman de l'autrice, paraît le 26 mars 2025.
Plus généralement, son œuvre traite de thématiques variées autour de la quête de soi et d'identité. Pour l'autrice, la période de l'adolescence constitue un sujet à part entière : « Tout est très ambivalent, c’est fascinant d’observer à la loupe ce moment de vie en plein chambardement. J’ai essayé de rendre cet état de sac et de ressac permanent qui fiche le mal de mer… ». L'écriture de Sandrine Caillis se caractérise notamment par la construction de personnages à la psychologie riche et complexe et la grande place laissée à leur intériorité dans le récit.

## Influences
Sandrine Caillis dit avoir été marquée par les albums de Tomi Ungerer pendant son enfance. Restée fervente lectrice de littérature jeunesse, elle cite Marie Desplechin, Timothée de Fombelle, Malika Ferdjoukh ou encore Vincent Villeminot comme auteurs et autrices de référence. Elle se dit également influencée par la littérature classique du 19ème siècle et la littérature américaine contemporaine qui, selon elle, « n’évacue jamais la violence ».
Elle puise son inspiration pour écrire dans son expérience d'enseignante dans le primaire et de mère : « J’ai eu souvent l’occasion d’observer la société des enfants, les forces en présence, la façon dont les choses s’organisent, les luttes de pouvoir déjà très présentes, et les grandes émotions aussi. Et puis, je suis la mère de deux grandes filles qui sont maintenant de jeunes adultes, et que j’ai regardé grandir avec délectation et étonnement. Je les admire beaucoup ».

## Publications

### Romans ados
- Les ombres que nous sommes, éditions Thierry Magnier, 2020
- Anse rouge, éditions Thierry Magnier, 2022
- Nos incendies, éditions Thierry Magnier, 2025